# MAC 1950手槍
MAC Mle 1950是法國軍隊於1950年列裝的制式半自動手槍。它的出現取代了包括Mle 1935A及Mle 1935S在內的一系列手槍，並在1953年投入生產，直到1978年停產。

## 設計
Mle 1950採用了白朗寧大威力半自動手槍式的槍管設計，其板機為單動式設計，保險裝置位於套筒上，它能有效的鎖定擊針，這使用戶在鎖定保險後依然能夠輕扣扳機以令擊錘降下。

## 採用
由於目前法軍已換裝PAMAS-G1手槍，所以只有少量的Mle 1950仍在服役，而多個前法屬殖民地的軍隊、執法部門或警察至今也繼續使用法軍遺留下來的Mle 1950作為制式手槍。

## 使用國
- 阿尔及利亚
- 刚果共和国
- 法國
- 加彭
- 黎巴嫩
- 马达加斯加
- 模里西斯
- 摩洛哥[1] [2]
- 塞内加尔
- 多哥
- 突尼西亞
- 乌克兰

## 另見
- 白朗寧大威力半自動手槍
- M1911手槍
- Mle 1935手槍（英语：Modèle 1935 pistol）
- PAMAS-G1手槍